# Johann Jacob Guggenbühl
Johann Jacob Guggenbühl (Meilen, 13 agosto 1816 – Montreux, 2 febbraio 1863) è stato un medico svizzero che studiò e cercò di curare il cretinismo.
Figlio di Hans Jakob, agricoltore, e di Maria Hottinger. Studiò medicina nelle università di  Zurigo e Berna, conseguendo la laurea nel 1836. Dal 1838 esercitò la sua professione a Matt, dove ebbe modo di studiare diversi casi di cretinismo, un argomento che aveva approfondito nei suoi studi universitari.
Nel 1840 sperimentò per la prima volta la terapia della malattia lavorando per un anno con Philipp Emanuel von Fellenberg a Hofwil, vicino a Berna, dove il pedagogista svizzero seguace di Johann Heinrich Pestalozzi aveva fondato un istituto agricolo-professionale.
Nel 1841 Guggenbühl fondò una clinica presso Interlaken per la cura dei bambini affetti da cretinismo o da altre disabilità fisiche e mentali.
Il medico svizzero attribuiva il cretinismo infantile alla pessime condizioni ambientali e igieniche delle abitazioni e all'abbandono dei neonati per gran parte della giornata da parte dei genitori impegnati nel lavoro. Nella sua clinica ai bambini oltre a una terapia climatica e dietetica veniva impartito un insegnamento scolastico e un addestramento per l'avviamento al lavoro.
La terapia non ebbe risultati soddisfacenti ma il tentativo di Guggenbühl è apprezzabile in quanto costituisce il primo esperimento di cura dei disabili in un'apposita clinica neuropsichiatrica.
Guggenbühl fu noto nell'ambiente internazionale della medicina ma non ottenne nessun riconoscimento scientifico.

## Opere
- Briefe über den Abendberg und die Heilanstalt für Cretinismus, 1846
- Die Heilung und Verhütung des Cretinismus und ihre neuesten Fortschritte, 1853